# Guido Born
Guido Born (geboren in Saarbrücken, bürgerlich Horst Müller) ist ein deutscher Schlagersänger.

## Leben
Guido Born wurde 1966, damals noch unter seinem bürgerlichen Namen Horst Müller, bei einem Nachwuchswettbewerb in Saarbrücken entdeckt und für die Deutsche Vogue, ein Tochterunternehmen von Disques Vogue, unter Vertrag genommen. Seine erste Single-Veröffentlichung war 1967 Sag mir warum (auf die Melodie des populären mexikanischen Volksliedes La Golondrina). Um die Veröffentlichung herum gibt es Gerüchte, die besagen, ein ehemaliger Mitarbeiter des Labels habe bei einem Konkurrenten die deutsche Version von La Golondrina mit Cliff Richard untergebracht, um einen Erfolg Borns zu vermindern. Born wurde also möglicherweise Opfer von Industriespionage. Cliff Richards Ein Girl wie du erschien 1967 nahezu zeitgleich mit Borns Sag mir warum, im Gegensatz zu Richard (Platz 23 in den Charts) verfehlte Born die Hitparade. Es folgte die Veröffentlichung Glaube daran, im Original der Siegertitel des Sanremo-Festivals 1952 Vola Colomba von Nilla Pizzi. Der Titel hielt sich zwei Wochen in den deutschen Single-Charts und erreichte Position 40. Im Anschluss ließ ihn seine Plattenfirma trotz der Chartplatzierung fallen. Born wechselte zur neugegründeten deutschen Niederlassung von „Saga Records“ namens „Saga Opp“, jedoch wurden seine in England in deutscher Sprache aufgenommenen Songs Lady Girl und Heartbreak Melodie keine Erfolge. Born beendete seine Schlagerkarriere daraufhin.
Seit den 1990er-Jahren tritt Born, der bei der Stadt Saarbrücken angestellt war, unter seinem bürgerlichen Namen wieder als Musiker in der Öffentlichkeit auf.

## Diskografie
- 1967: Sag mir warum / Als wär ich dir einerlei (Vogue Schallplatten 14638)
- 1967: Glaube daran / Oh Pretty Girl (Vogue Schallplatten 14673)
- 1968: Lady Girl / Heartbreak Melodie (Saga Opp 4)
- 1968: Lady Girl / Heartbreak Melodie (Polydor 53 028)

## Einzelnachweisliste
1. ↑  Guido Born. Abgerufen am 10. April 2017 (englisch).
2. ↑  memoryradio • Thema anzeigen - Guido Born. Abgerufen am 10. April 2017.
3. ↑  Chartsurfer.de: Glaube Daran von Guido Born. Abgerufen am 10. April 2017.
4. ↑  Saarbrücker Zeitung: Heringsessen mit Saxofonist Horst Müller. Abgerufen am 10. April 2017.
5. ↑  Chartquellen: DE

| Personendaten    | Personendaten                   |
| ---------------- | ------------------------------- |
| NAME             | Born, Guido                     |
| ALTERNATIVNAMEN  | Müller, Horst (wirklicher Name) |
| KURZBESCHREIBUNG | deutscher Schlagersänger        |
| GEBURTSDATUM     | 20. Jahrhundert                 |
| GEBURTSORT       | Saarbrücken                     |